# Río Castro (Ría de Lires)
El río Castro del noroeste de la península ibérica que discurre por la provincia de La Coruña (Galicia, España). Vierte sus aguas en el océano Atlántico, en la pequeña ría de Lires.

## Recorrido
El río Castro nace a 200 m de altura en la ladera del monte Escaleira (344 m), ayuntamiento de Vimianzo, atraviesa el valle de esa localidad, y tras 31 km de curso, en los que hace de linde entre los municipios de Mugía-Dumbría y Mugía-Cee, desemboca en la ría de Lires. Su cuenca, limitada al norte por la del río Grande, y al sur por la del río Jallas, abarca un área de 140 km².
Su caudal absoluto medio, en su desembocadura es de 5,2 m³/s.

## Afluentes
Destaca por la izquierda el río Fragoso, recibe las aguas de números riachuelos por sus dos orillas

## Régimen hídrico
El Castro es un río de régimen pluvial, de tipo oceánico, correspondiendo a los 1.494 mm de precipitaciones medias en su cuenca hidrográfica, pero en su cabecera se sobrepasan los 2.000 mm.[cita requerida]